# Eleccions generals espanyoles de 1873

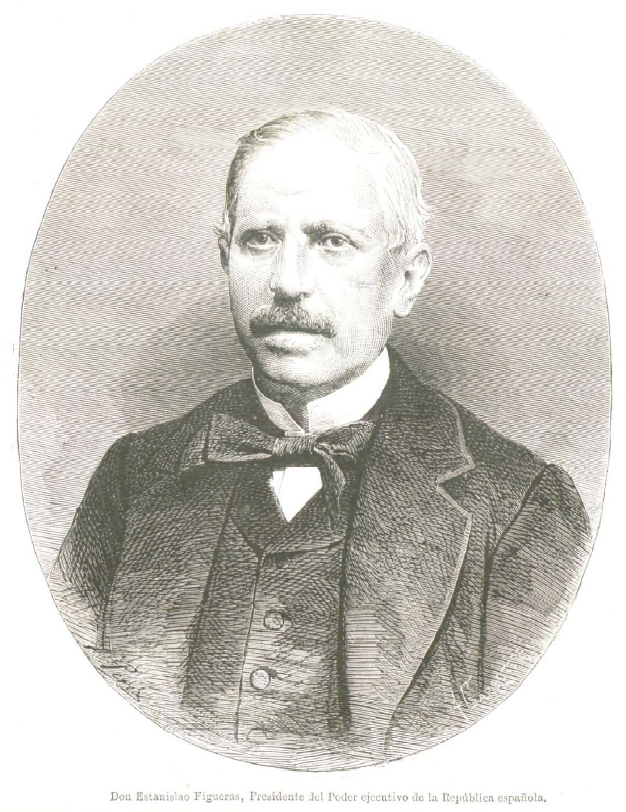
Estanislau Figueras, primer president de la Primera República Espanyola

Les eleccions generals espanyoles de 1873 foren convocades el 10 de maig de 1873 sota sufragi universal masculí. Les va convocar el president de la Primera República Espanyola, Estanislau Figueras, per tal d'elaborar una nova constitució. En total foren escollits 383 diputats, endemés dels 15 de Puerto Rico i 18 de Cuba.
Per raó de l'esclat de la Tercera Guerra Carlina no hi va haver eleccions a 8 districtes (Aoiz, Baztan, Estella-Lizarra, Berga, Olot, Puigcerdà, Sort i Tremp). El vot es va concentrar en mans dels republicans federals, ja que els carlins no es van presentar i els altres partits van demanar el retraimiento. Els radicals van intentar dos cops d'estat i foren expulsats del govern. Els federalistes eren dividits alhora en unitaris i intransigents. També es produïren insurreccions cantonalistes i anarquistes el juliol de 1873.
Durant el mandat de la Primera República Espanyola hi va haver quatre presidents, que també exercien de presidents del govern. El president del Congrés fou José María Orense fins al 13 de juny de 1873, quan fou substituït per Nicolás Salmerón fins al 26 d'agost; després per Emilio Castelar fins al 10 de setembre.
El 3 de gener de 1874 es produí el cop d'estat del general Pavía (membre del Partit Radical). Es formà aleshores un govern provisional dirigit per Francisco Serrano Domínguez (9 de gener-12 de desembre de 1874) i Práxedes Mateo Sagasta. El 29 de desembre de 1874 es produí el pronunciamiento d'Arsenio Martínez Campos que proclamà rei Alfons XII. Tanmateix, no es produirien noves eleccions fins al 1876.

## Composició de la Cambra
| ← Eleccions generals espanyoles, 10 de maig de 1873 → |        |                              |
| Partit                                                | Escons | Líder                        |
| Partit Republicà Democràtic Federal                   | 346    | Francesc Pi i Margall        |
| Radicals independents                                 | 20     | Cristino Martos Balbi        |
| Partit Constitucional                                 | 7      | Práxedes Mateo Sagasta       |
| Monàrquics independents                               | 3      | Antonio Cánovas del Castillo |
| Republicans unitaris                                  | 1      |                              |
| Altres                                                | 6      |                              |

## Resultats per circumscripcions

### Catalunya
- Barcelona
  - Benet Arabio i Torres
  - Josep Bach i Serra
  - Josep Anselm Clavé
  - Antoni Carné i Mata
  - Francesc Company i Ferreras
  - Juan Fernández Latorre
  - Estanislau Figueras i de Moragas
  - Jeroni Fuillerat i Arjona
  - Joan Martí i Farrats
  - Narcís Monturiol i Estarriol
  - Eusebi Pascual i Casas
  - Francesc Pi i Margall
  - Joan Pla i Mas
  - Josep Rubau Donadeu i Corcellés
  - Frederic Rusca i Iglesias
  - Salvador Sanpere i Miquel
  - Santiago Soler i Pla
  - Josep Maria Vallès i Ribot
- Girona
  - Rafael Boet i Moreu
  - Eusebi Corominas i Cornell
  - Miquel Matas i Gamira
  - Domènec Puigoriol
  - Joaquim Riera i Bertran
  - Francesc de Paula Roqué i Feliu
  - Francesc Sunyer i Capdevila
  - Francesc Suñer i Capdevila
  - Joan Tutau i Vergés
- Lleida
  - Buenaventura Abarzuza Ferrer
  - Albert Camps i Pairat
  - Francisco de Paula Canalejas Casas
  - Ramon Castejón i Bajils
  - Carles Martra
  - Antoni Mola i Argenís
  - Ramon Nouvillas i Ràfols
  - Joaquim Pi i Margall
- Tarragona
  - Manuel Bes i Hediger
  - Pere Bové Montseny
  - Josep Compte i Pedret
  - Josep Güell i Mercader
  - Antoni Kies Muñoz
  - Josep Tomàs i Salvany
  - Agustí Sardà i Llaveria
  - Josep Maria Torres

### Illes Balears
- Jordi Albis Bennasar
- Antoni Palau de Mesa (liberal)
- Teodor Làdico i Font
- Rafel Manera Serra
- Julià Suau i Carrió
- Lluc Tortellà i Pujol
- Antoni Villalonga i Pérez

### País Valencià
- Alacant
  - Eleuterio Maisonnave Cutayar (Partit Republicà Democràtic Federal)
  - Buenaventura Abarzuza Ferrer
  - Antonio Aura Boronat
  - Juan Feliu Rodríguez de la Encina
  - José Fernando González Sánchez
  - Juan Maisonnave Cutayar
  - Juan Domingo Ocón Aizpiolea
  - Camilo Pérez Pastor
  - Emigdio Santamaría Martínez
  - Antonio del Val Ripoll
- Castelló
  - Roque Barcia Martí
  - Miguel Daufí Puchol
  - Francisco González Chermá (Partit Republicà Democràtic Federal)
  - Gaspar Juan Gil
  - Juan Domingo Ocón Aizpiolea
  - Camilo Pérez Pastor
  - Enrique Ziburu y Herrera Dávila
- València
  - José Vicente Agustí Saturres
  - Vicent Barberá i Villegas
  - Ramón Bojó Sanchis
  - Pascual Carles Alfonso
  - Rafael Cervera Royo (Partit Republicà Democràtic Federal)
  - Francesc Chirivella i Ricart
  - Josep Climent i Ferrerós
  - Francisco Colubí Miñana
  - José Antonio Guerrero Ludeña (Partit Republicà Democràtic Federal)
  - Josep Lluch i Cruces
  - Salvador Perelló Llopis
  - José Pérez Guillén
  - Bartomeu Pla i Martin
  - Juan José Soriano y Pradas
  - Josep Cristòfol Sorní i Grau (Partit Republicà Democràtic Federal)